# The Comeback Kid
The Comeback Kid è il quinto album in studio della musicista americana Marnie Stern, pubblicato il 3 novembre 2023 tramite Joyful Noise Recordings. È il suo primo album in 10 anni, dopo The Chronicles of Marnia del 2013. L'album ha ricevuto consensi dalla critica.

## Ricezione Critica
The Comeback Kid ha ricevuto un punteggio di 85 su 100 sull'aggregatore di recensioni Metacritic sulla base di otto recensioni di critici, indicando "il plauso universale". Recensendo l'album per AllMusic, Fred Thomas ha affermato che, "C'è una marcata sensazione di ritrovata facilità che scorre attraverso The Comeback Kid . Gli elementi sempre instabili che compongono il suono di Stern sono ancora potenti e volatili, ma è scomparso ogni timore o confusione che potrebbe aver spinto in avanti la sua musica in passato, sostituita da un senso di trionfo ed euforica auto-accettazione." che, in brani come Earth Eater e Believing Is Seeing, passano dal jazz al glitter al metal con una precisione da spezzare il collo". Jezy J. Gray dei Paste lo ha definito "urgente ed elettrizzante come qualsiasi cosa sia riuscita a fare nei 16 anni trascorsi dal suo disarmante debutto", così come "un mix inebriante di riff irrequieti e ritmi nervosi che rivelano i colpi costanti di un cantautore esperto".

## Elenco della tracce
Tutti i brani sono scritti da Marnie Stern, tranne Il girotondo della note, scritto da Ennio Morricone.

## Tracce
1. Plain Speak – 3:14
2. Believing Is Seeing – 1:58
3. The Natural – 2:48
4. Oh Are They – 2:15
5. Forward – 1:52
6. Working Memory – 3:09
7. Il girotondo della note – 1:18
8. Til It's Over – 2:31
9. Nested – 1:56
10. Earth Eater – 3:17
11. Get It Good – 1:46
12. One and the Same – 2:20